# Oreopanax dussii
Oreopanax dussii är en araliaväxtart som beskrevs av Krug, Ignatz Urban och Antoine Duss. Oreopanax dussii ingår i släktet Oreopanax och familjen Araliaceae. Inga underarter finns listade.